# بول أيريش
بول أيريش (بالإنجليزية: Paul Irish)‏ هو مهندس أمريكي، ولد في 23 يوليو 1982.

## وصلات خارجية
- الموقع الرسمي